# Давидянц, Владимир Ашотович
Владимир Ашотович Давидянц (арм. Վլադիմիր Դավիդյանց) (16 февраля 1953, Баку — 29 октября 2020, Ереван) ― советский и  армянский врач, эпидемиолог, доктор биологических наук ( 1997), профессор (2002), Почётный доктор Российской академии медицинских наук [3].

## Биография
Родился 16 февраля 1953 года в Баку, Азербайджанская ССР, СССР.
В 1976 году Владимир Давидянц окончил Ереванский государственный медицинский институт. С 1989 по 1996 год и 1998 года был директором Департамента эпидемиологии Национального института здравоохранения Армении.
С 1996 по 1998 год работал директором Информационно-аналитического центра Министерства здравоохранения Армении. С 1996 года ― почётный член Международной ассоциации эпидемиологов.
В 1997 году успешно защитил докторскую диссертацию и был удостоен звания доктора биологический наук.
В 1998 году назначен Главным государственным санитарным врачом Республики Армения. С 2001 года ― член Всемирного тропического научного совета, в том же году стал членом Медико-технической академии Российской Федерации. В 2002 году стал профессором, в том же году избран академиком Российской академии естественных наук (РАЕН).
В 2005 году вновь стал директором Информационно-аналитического центра Министерства здравоохранения. В 2008 году стал директором-учредителем Центра реабилитации и ухода «Detox Health».
Научные работы Владимира Давидянца относятся к вопросам эпидемиологии и паразитологии.
Умер 29 октября 2020 года в Ереване.

## Награды и звания
- Медаль «За заслуги перед Отечеством» I степени (2020 год, посмертно)[4]
- Почетный доктор Российской академии медицинских наук
- Медаль Рудольфа Вирхова (2004 год)
- Медаль Вильгельма Рентгена Европейской академии естественных наук (2005 год)

## Сочинения

### Монографии
- Эпидемиология: "Воспоминание" о будущем, Ереван, 2004.
- Липидный обмен и комбинированная антиоксидантотерапия при туберкулезе легких.
- Организация и тактика гигиенических и противоэпидемических мероприятий в условиях стихийных бедствий и массовых катастроф.
- Стандарты эпидемиологического надора за инфекционными заболеваниями.

### Учебные пособия
- Клинико-лабораторная диагностика гельминтозов.
- Применение санитарной статистики в эпидемиологии.
- Основы иммунитета, прикладная иммунология и современный эпидемиологический анализ.
- Социально-экономический анализ в эпидемиологии.
- Гельминтология. Учебный атлас.
- Протозоология. Учебный атлас.